# アレクサンドルス・コリンコ
アレクサンドルス・コリンコ（Aleksandrs Koļinko, 1975年6月18日）は、旧ソビエト連邦、ラトビア、リガ出身で同国代表の元サッカー選手。ポジションはGK。
UEFA EURO 2004に出場した。

## 所属クラブ
- インテル・スコント 1994
- スコント・メタルス 1995
- スコント・リガ 1996
- クリスタル・パレス 1996-2000
- ロストフ 2000-2003
- ルビン・カザン 2005-2008
- RFS/Olimps 2009
- ディナモ・ブカレスト 2009
- FKヴェンツピルス 2009-2010
- スパルタク・ナリチク 2010
- FCバルチカ・カリーニングラード 2011-2015
- FKスパルタクス・ユールマラ 2015

## 代表
- ラトビア代表 94試合出場 1997-2015
  - 2004年 EURO2004 ポルトガル大会（グループリーグ敗退）